# Шведське податкове агентство
Шведське податкове агентство (швед. Skatteverket) є урядовою установою Швеції, відповідальним за національний збір податків та адміністрування реєстрації населення в Швеції.
Агентство було сформовано 1 січня 2004 року шляхом злиття Шведської національної податкової ради (швед. Riksskatteverket) та 10 існуючих регіональних податкових органів (швед. skattemyndigheter).
Шведське податкове агентство (і до цього Шведська національна податкова рада) раніше також було батьківським агентством Шведської адміністрації з питань правозастосування (швед. Kronofogdemyndigheten). З 1 липня 2008 року Шведська адміністрація з питань правозастосування є незалежним органом, але має тісні адміністративні зв'язки зі Шведським податковим агентством.
Агентство має місцеві офіси в більш ніж ста містах Швеції, головний офіс якого знаходиться в комуні Сульна, Стокгольм.